# Diecezja Goaso
Diecezja  Goaso – diecezja rzymskokatolicka w Ghanie. Powstała w 1997.

## Biskupi diecezjalni
- Bp Peter Atuahene (od 1997)